# Dominic Andres
Dominic Andres   (Berna, 6 d'octubre de 1972) és un jugador de cúrling suís, ja retirat, que va competir a finals del segle XX.
El 1998 va guanyar la medalla d'or en la competició de cúrling als Jocs Olímpics d'Hivern de Nagano. En el seu palmarès també destaquen dues medalles de bronze als Campionats del Món de cúrling, el 1994 i 1999, així com una medalla de bronze al Campionat d'Europa de cúrling de 1993.